# آوتیک تر-پوغوسیان
آوتیک گریگوری تر-پوغوسیان (ارمنی: Ավետիք Գրիգորի Տեր-Պողոսյան؛  زادهٔ ۱۵ مارس ۱۸۸۰ - درگذشته ۱۲ مهٔ ۱۹۵۴) یک زیست‌شناس و جانورشناس اهل ارمنستان بود.

## زندگی‌نامه
در ۱۵ مارس ۱۸۸۰ در واردابلور به دنیا آمد و از دانشگاه لایپزیگ (۱۹۰۸) فارغ‌التحصیل شد.   وی همچنین برنده دانشمند شایسته ارمنستان شوروی شده است. وی در ۱۲ مهٔ ۱۹۵۴ در سن ۷۴ سالگی در ایروان درگذشت.

## یادداشت
1. ↑  կենսաբանական գիտությունների դոկտոր